# Eliana Silva
Eliana Silva, également connue sous le nom d'Eliana (エリアンナ シルヴァ, née le 14 mai 1985 à Setagaya, Tokyo), est une chanteuse japonaise.

## Biographie
Eliana Silva est une hāfu, née d'un père brésilien et d'une mère japonaise. Ses parents sont tous les deux musiciens.
En 2001, elle se présente au Grand Prix de la bourse Clarion Girl. A 15 ans, elle devient ainsi la plus jeune lauréate à avoir remporté le concours.
Grande fan de soul et de pop, elle s'inspire de Michael Jackson, Stevie Wonder, Mariah Carey, Whitney Houston, Alicia Keys et Christina Aguilera.
Très active dans le domaine de la comédie musicale, elle se distingue par des personnages au fort tempérament, des femmes de poigne ou des personnalités excentriques. Elle figure sur l'album A singer de Yū Shirota, dédié aux comédies musicales, où elle pose sa voix sur le morceau A Million Dreams. Courant 2019, à la fois metteur en scène et interprète principal dePhantom, Shirota lui permet de décrocher l'un de ses premiers rôles majeurs : elle incarne l'antagoniste phare, la diva Carlotta Cholet.
Elle retrouve Yū Shirota l'année suivante dans l'adaptation nippone de Nine où elle campe Stephanie Necrophorus, une ancienne journaliste totalement hermétique à l'œuvre du héros. Toujours en 2020, elle est à l'affiche de la coproduction anglo-nippone de Chess ; la distribution comporte entre autres Samantha Barks et Ramin Karimloo.
En 2025, elle tient l'un des six rôles principaux de Six, une comédie musicale rock au postulat moderne et féministe, centrée sur les six femmes d'Henri VIII. En Anne de Clèves, elle s'illustre  notamment aux côtés de Sonim (Catherine d'Aragon), Meimi Tamura (Anne Boleyn) ou Airi Suzuki (Catherine Howard).

## Performances scéniques(sélection partielle)
| Année(s)    | Titre                              | Rôle                        | Notes |
| ----------- | ---------------------------------- | --------------------------- | --- |
| 2008 / 2010 | Rent                               | Ensemble                    | |
| 2012        | The Wiz                            | Ensemble                    | |
| 2014        | In the Heights                     | Ensemble                    | |
| 2014        | Les Deux Gentilshommes de Vérone   | Ensemble                    | |
| 2015        | Le Magicien d'Oz                   | Tante M                     | |
| 2016        | Priscilla                          | Diva                        | |
| 2017        | La Revanche d'une blonde           | Ensemble                    | |
| 2017        | Beautiful: The Carole King Musical | Shirelle / Janelle Woods    | |
| 2018 / 2022 | Mary Poppins                       | Mrs. Corry                  | |
| 2018        | Midnight Diner                     | Mariko "Marilyn" Matsushima | D'après le drama Midnight Diner.                                                                                  |
| 2019        | Phantom                            | La diva Carlotta Chollet    | Captations DVD existantes (Red Version avec Yū Shirota et Black Version avec Kazuki Katō) Distribution principale |
| 2020        | Nine                               | Stephanie Necrophorus       | Captation DVD existante Distribution principale                                                                   |
| 2020        | Chess                              | Svetlana Sergievsky         | Distribution principale                                                                                           |
| 2021        | Jack the Ripper                    | Polly                       | Distribution principale                                                                                           |
| 2022        | Hairspray                          | Motormouth Maybelle         | Distribution principale                                                                                           |
| 2023        | The Band's Visit                   | Iris                        | Distribution principale                                                                                           |
| 2024        | In the Heights                     | Daniela                     | Distribution principale                                                                                           |
| 2025        | Six                                | Anne de Clèves              | Un des six rôles principaux                                                                                       |
| 2026        | Pretty Woman                       | Kit De Luca                 | Distribution principale                                                                                           |